# Procolpini
Tribu
Les Procolpini sont une tribu d'insectes orthoptères de la famille des Romaleidae.

## Distribution
Les espèces de cette tribu se rencontrent en Amérique du Sud et en Amérique centrale.

## Liste des genres
Selon Orthoptera Species File (19 juillet 2018) :
- sous-tribu Prionolophina Rehn & Grant, 1959
  - genre Alcamenes Stål, 1878
  - genre Colpolopha Stål, 1873
  - genre Draconata Pictet & Saussure, 1887
  - genre Helionotus Rehn, 1909
  - genre Prionolopha Stål
  - genre Securigera Bolívar, 1909
  - genre Xyleus Gistel, 1848
- sous-tribu Procolpina Giglio-Tos, 1898
  - genre Aeolacris Scudder, 1875
  - genre Munatia Stål, 1875
  - genre Procolpia Stål, 1873
  - genre Prorhachis Scudder, 1875
  - genre Xomacris Rehn, 1955

## Systématique et taxinomie
Cette tribu a été décrite par l’entomologiste italien Ermanno Giglio-Tos en 1898. Procolpia Stål, 1873 en est le genre type.

## Publication originale
- Giglio-Tos, 1898 : Viaggio del Dr. Enrico FESTA nella Republica dell'Ecuador et regioni vicine. VI. Ortotteri. Bollettino dei Musei di Zoologa ed Anatomia comparata della Reale Università di Torino, vol. 13, no 311, p. 1–108.